# Хиль, Хуан Баутиста
Хуан Баутиста Хиль-и-Гарсия дель Баррио (исп. Juan Bautista Gill y García del Barrio, 28 октября 1840 — 12 апреля 1877) — парагвайский политик и государственный деятель, президент Парагвая.

## Биография
Родился в 1840 году в Асунсьоне; его родителями были Хуан Андрес Хиль и Эсколастика Гарсия дель Баррио-и-Бедоя. В 1854 году отправился для получения образования в Аргентину, где в Буэнос-Айресе учился на врача, но не завершил образования и в 1863 году вернулся в Парагвай. После объявления войны Аргентине вступил в армию, где благодаря своим познаниям в медицине стал военным врачом. Примерно в конце 1868 года попал в плен.
В 1869 году, после взятия Асунсьона бразильскими войсками, был вместе со многими другими военнопленными отпущен на свободу, дав честное слово больше не участвовать в боевых действиях. Принял участие в формировании новых органов власти в стране. Был президентом Сената, занимал пост министра финансов. В 1871 году был обвинён в нецелевом использовании денежных средств, и смещён со своего поста, однако в ответ президент Риварола распустил Конгресс, и Хиль снова стал министром финансов.

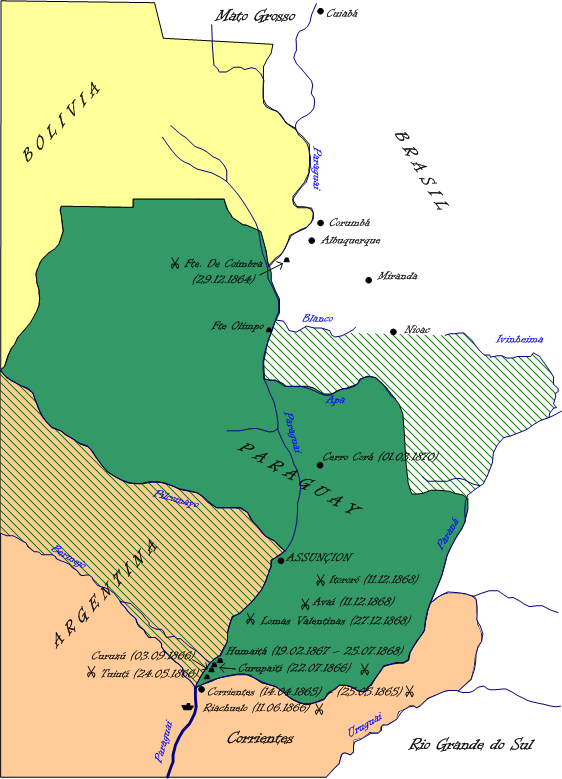
Изменение границ Парагвая после Парагвайской войны

В 1874 году стал президентом страны и сделал своего двоюродного брата Ихинио Уриарте вице-президентом. Бывший президент Факундо Мачаин стал министром иностранных дел и провёл сложные переговоры с Аргентиной, завершившиеся в 1876 году подписанием договора о мире и границе (договоры с Бразилией и Уругваем были заключены ещё при президенте Ховельяносе), по которому Парагвай хотя и потерял часть земель, но сохранил важный район Чако. Во время президентства Хиля были введены бумажные деньги и значительно подняты налоги, принят Гражданский кодекс, за основу которого был взят аргентинский Гражданский кодекс. В 1875 году, чтобы стабилизировать экономическую ситуацию, была введена пятилетняя государственная монополия на табак, а затем — трёхлетние государственные монополии на мыло и соль.
У правительства Хиля было много врагов внутри страны, что иногда приводило к открытым восстаниям, но эти выступления подавлялись. Тем не менее, один из заговоров оказался успешным, и 12 апреля 1877 года, когда президент Хиль в сопровождении двух офицеров шёл по улице в центре столицы, он был застрелен среди бела дня.